# مينو
مينو (بالإنجليزية: Meno)‏ حوار في الأسلوب السقراطي كتبه أفلاطون. يحاول تحديد وتعريف الفضيلة بشكل عام، بدلا من فضائل معينة، مثل العدالة أو الاعتدال. كتب الجزء الأول من العمل بأسلوب جدلي سقراطي وانتهى الحوار بنتيجة الارتباك أو المعضلة. وكرد على مفارقة مينو (أو مفارقة المتعلم)، يقوم سقراط بإدخال الأفكار الإيجابية: خلود الروح، ونظرية المعرفة بشكل ذكرى (السوابق)، والتي أوضحها سقراط عن طريق طرح لغز رياضي على أحد عبيد مينو، وكذلك طريقة الفرضية، وكلك التمييز بين المعرفة والإيمان الصادق، كما شرحفي السطور الأخيرة.

## الشخصيات
يحاول أفلاطون في مينو اكتشاف الفضيلة مستعملا الأسلوب السقراطي في الحوار.